# Lista över nationalmonument i USA
Nationalmonument i USA är vanligtvis lite mindre områden, jämfört med nationalparkerna. Det finns oftast utmärkta promenadvägar eller vandringsleder, men området är sällan så stort att man behöver övernatta på en vandring. En del av nationalmonumenten är byggda av människor, som Frihetsgudinnan, men andra är vackra och säregna naturområden.

## Alabama
- Russell Cave nationalmonument

## Alaska
- Cape Krusenstern nationalmonument

## Arizona
- Canyon de Chelly nationalmonument
- Casa Grande Ruins nationalmonument
- Chiricahua nationalmonument
- Hohokam Pima nationalmonument
- Montezuma Castle nationalmonument
- Navajo nationalmonument
- Organ Pipe Cactus nationalmonument
- Pipe Springs nationalmonument
- Sunset Crater Volcano nationalmonument
- Tonto nationalmonument
- Tuzigoot nationalmonument
- Walnut Canyon nationalmonument
- Wupatki nationalmonument

## Colorado
- Colorado nationalmonument
- Dinosaur nationalmonument
- Florissant Fossil Beds nationalmonument
- Hovenweep nationalmonument
- Yucca House nationalmonument

## Florida
- Fort Matanzas nationalmonument

## Georgia
- Fort Frederica nationalmonument
- Fort Pulaski nationalmonument
- Ocmulgee nationalmonument

## Idaho
- Craters of the Moon nationalmonument
- Hagerman Fossil Beds nationalmonument
- Minidoka Internment nationalmonument

## Iowa
- Effigy Mounds nationalmonument

## Kalifornien
- Cabrillo nationalmonument
- Devils Postpile nationalmonument
- Lava Beds nationalmonument
- Muir Woods nationalmonument

## Louisiana
- Poverty Point nationalmonument

## Maryland
- Fort McHenry nationalmonument

## Minnesota
- Grand Portage nationalmonument
- Pipestone nationalmonument

## Missouri
- George Washington Carver nationalmonument

## Montana
- Little Bighorn Battlefield nationalmonument

## Nebraska
- Agate Fossil Beds nationalmonument
- Scotts Bluff nationalmonument

## New Mexico
- Aztec Ruins nationalmonument
- Bandelier nationalmonument
- Capulin Volcano nationalmonument
- El Malpais nationalmonument
- El Morro nationalmonument
- Fort Union nationalmonument
- Gila Cliff Dwellings nationalmonument
- Petroglyph nationalmonument
- Salinas Pueblo Missions nationalmonument
- White Sands nationalmonument

## New York
- Fort Stanwix nationalmonument

### New York City
- Castle Clinton nationalmonument
- Statue of Liberty nationalmonument

## Oregon
- John Day Fossil Beds nationalmonument
- Oregon Caves nationalmonument

## South Carolina
- Fort Sumter nationalmonument

## South Dakota
- Jewel Cave nationalmonument

## Texas
- Alibates Flint Quarries nationalmonument

## Utah
- Cedar Breaks nationalmonument
- Natural Bridges nationalmonument
- Rainbow Bridge nationalmonument
- Timpanogos Cave nationalmonument

## Virgin Islands
- Buck Island Reef nationalmonument
- Virgin Islands Coral Reef nationalmonument

## Virginia
- Booker T. Washington nationalmonument
- George Washington Birthplace nationalmonument

## Wyoming
- Devils Tower nationalmonument
- Fossil Butte nationalmonument